# Nine Destinies and a Downfall
Nine Destinies and a Downfall je třetí studiové album norské heavy/gothic/symfonicmetalové hudební skupiny Sirenia. Vydáno bylo 23. února 2007 vydavatelstvím Nuclear Blast. Na tomto albu mají zenske ciste vokaly prednost pred growlingem.

## Seznam skladeb
1. "The Last Call" – 4:45
2. "My Mind's Eye" – 3:38
3. "One By One" – 5:30
4. "Sundown" – 5:04
5. "Absent Without Leave" – 4:53
6. "The Other Side" – 3:55
7. "Seven Keys And Nine Doors" – 4:55
8. "Downfall" – 4:44
9. "Glades Of Summer" – 5:37
10. "My Mind's Eye (Radio Edit)" – 3:17 (bonus track)